# Liên kết đào tạo
Liên kết đào tạo (LKĐT) là một mô hình trong giáo dục nhằm tạo cơ hội học tập cho toàn xã hội. Nhờ cách làm này, nhiều người ở vùng sâu, vùng xa; nhiều người bận làm việc, không có thời gian... cũng có cơ hội học tập lên cao. Liên kết đào tạo không phải là một hình thức mới trong ngành giáo dục và nó đang ngày càng phát triển do nhu cầu học tập của các cá nhân đang ngày càng cao. Không chỉ có liên kết đào tạo ở các ngành nghề hấp dẫn như tài chính, kế toán, ngoại ngữ, loại hình liên kết đào tạo còn mở rộng cho khối kỹ thuật, thậm chí phát triển nhanh ở cả lĩnh vực dạy nghề.

## Các loại hình liên kết đào tạo

### Liên kết đào tạo trong nước
Liên kết đào tạo trong nước là loại hình liên kết đào tạo giữa các trường. Chẳng hạn như một trường đại học có rất nhiều cơ sở liên kết ở nhiều vùng tỉnh lẻ và vùng sâu vùng xa. Tham gia các chương trình liên kết này, học viên có thể được học chương trình và nhận bằng do trường đại học có cơ sở liên kết đó cấp. Theo thống kê, số lượng các chương trình liên kết và cơ sở liên kết đang ngày càng gia tăng. Nhiều trường ĐH có từ 20 cơ sở LKĐT trở lên. Chỉ riêng khoa tại chức Trường ĐH Kinh tế Thành phố Hồ Chí Minh đã có đến 37 cơ sở vệ tinh LKĐT ở khắp nơi từ Quảng Bình đến Cà Mau. Trong khi đó, Trường ĐH Công nghiệp Thành phố Hồ Chí Minh cũng đã vươn dài tay mở các lớp LKĐT ở tận vùng... Tây Bắc. Và nhiều trường ĐH, CĐ công lập ở Hà Nội, Hưng Yên cũng thường xuyên có mặt với các chương trình đào tạo tại phía Nam...Các trung tâm giáo dục từ xa tỉnh, các trường CĐ cộng đồng, các trung tâm hướng nghiệp, trung tâm dạy nghề các tỉnh chính là những đối tác, vệ tinh cho các trường này. Không chỉ có các trường Đại học lớn, các trường Đại học ngoài công lập và hàng loạt trường CĐ cùng đua nhau mở rộng vùng phủ sóng về vùng sâu, vùng xa.

### Liên kết đào tạo với nước ngoài
Liên kết đào tạo với nước ngoài là một hình thức tiên tiến đang được đang nhiều trường áp dụng. Hình thức liên kết giáo dục này không chỉ dành cho hệ giáo dục đại học mà còn dành cho hệ giáo dục sau đại học. LKĐT nước ngoài hiện đang được tổ chức đào tạo theo các hình thức: Thứ nhất là hình thức học toàn bộ khóa học tại Việt Nam lấy bằng (hoặc chứng chỉ) của nước ngoài; Thứ hai là học tại Việt Nam và bằng do hai bên cùng cấp hoặc chương trình được chia thành hai giai đoạn: học ở Việt Nam và cả nước ngoài với thời lượng học khác nhau.

## Các chương trình liên kết điển hình của một số đại học lớn

### Bậc đại học
ĐHQG Hà Nội đã có hẳn một khoa quốc tế chuyên triển khai các CTLKĐT với nước ngoài
ĐH Ngoại ngữ cùng lúc khai giảng CTLKĐT với ĐH Picardie Jules Verne và chương trình liên kết với ĐH Thiểm Tây (Trung Quốc) đào tạo ngành ngôn ngữ và văn hóa Trung Quốc.
Trường ĐH Kinh tế cũng có một chương trình đào tạo bậc ĐH với ĐH Troy (Hoa Kỳ)… Không chỉ từ các nước Âu - Mỹ, chương trình liên kết đào tạo bắt đầu "nối" với các trường của lãnh thổ Đài Loan, Trung Quốc…
Có thể nói khối các trường/ngành kinh tế đang dẫn đầu về số lượng các CTLKĐT với nước ngoài ở bậc ĐH. Hầu như trường ĐH nào trong khối ngành kinh tế cũng có vài chương trình:
Trường ĐH Ngoại thương cùng lúc triển khai hàng loạt CTLKĐT với các đối tác như ĐH Bedforthshire, ĐH Queensland, ĐH La Trobe, ĐH Tours, Trường Kinh doanh Quốc tế Solbridge (ĐH Woosong Hàn Quốc).
ĐH Hà Nội chuyển sang đào tạo đa ngành có các CTLKĐT với các đối tác từ Úc, Áo; ngoài ra, Đại học Hà Nội cũng có chương trình liên kết đào tạo Đại học chính quy 3 năm cho hai ngành Kinh tế doanh nghiệp và Khoa học thống kê bảo hiểm với Đại học Tổng hợp Sannio của Cộng hòa Italia.
Trường ĐH Kinh tế Thành phố Hồ Chí Minh, ĐH Thương mại đều có CTLKĐT bậc ĐH với nước ngoài…
Học viện tài chính Hà Nội có chương trình liên kết đào tạo đại học Chính quy 3 năm cho hai ngành Tài chính kế toán và Quản trị kinh doanh liên kết với đại học Gloucestershire của nước Anh. Ngoài ra trường còn có cả chương trình liên thông từ cao đẳng lên đại học dành cho 2 ngành học trên.
Ngoài ra, chương trình này còn xuất hiện ở cả bậc đào tạo Cao đẳng chính quy khi liên kết với các trường Đại học Công lập ngoài nước, đặc biệt Hoa Kỳ. Đây là một biến thể của liên kết đào tạo hay còn được gọi là liên kết du học hay chương trình 2 + 2. Tất cả các loại hình đào tạo như trên đều được sự cho phép của Bộ Giáo dục và Đào tạo (Việt Nam) cùng với chính quyền địa phương của Đại học được liên kết.

### Bậc sau đại học
Trương đại học Kinh Té Thành phố Hồ Chí Minh với nhiều chương trình liên kết thạc sĩ quản trị kinh doanh trên thế giới
Trường đại học Quốc gia Hà Nội với chương trình liên kết sau đại học với Viện Quản trị Kinh doanh Bruxen, Vương quốc Bỉ (UBI).
Trường đại học Kinh tế Quốc Dân với chương trình liên kết thạc sĩ quản trị kinh doanh Việt Bỉ.
Trường đại học Ngoại thương có chương trình thạc sĩ Quản trị Tài chính với ĐH Rennes 1 (Pháp), học trong 12 tháng tại Việt Nam.
Học viện tài chính nổi bật với chương trình liên kết với các trường đại học có thứ hạng cao ở Anh như Leeds Metropolitan và đại học Gloucestershire, đào tạo Thạc sĩ Tài chính và ngoại thương quốc tế và thạc sĩ quản trị kinh doanh.
Đại học Hà Nội cũng có chương trình liên kết đào tạo Sau Đại học chính quy 2 năm cho hai ngành Kinh tế và Quản lý và chuyên ngành Khoa học thống kê bảo hiểm với Đại học Tổng hợp Sannio của Cộng hòa Italia.